# 霧の8マイル
「霧の8マイル」（きりのはちまいる、Eight Miles High）は、アメリカのロック・バンド、ザ・バーズの曲でジーン・クラークとジム・マッギン(別名ロジャー・マッギン)、デヴィッド・クロスビーの作品である。

## 概要
1966年3月14日にシングルとして初リリース。シタール奏者のラヴィ・シャンカルとジャズ・サックス奏者のジョン・コルトレーンの音楽的影響を受けたこの曲は、サイケデリアとラーガ・ロックの音楽スタイルの発展に影響を与えた。したがって、批評家はしばしばこの曲を最初の正真正銘のサイケデリック・ロックソングであり、カウンターカルチャー時代の古典であると引用している。
この曲は、歌詞に薬物の意味合いが含まれているとの認識に関する放送業界誌ギャビン レポートに掲載された申し立てを受けて、リリース直後に米国のラジオ放送禁止の対象となった。バンドは当時、これらの主張を激しく否定したが、後年、クラークとクロスビーの両方が、曲の少なくとも一部は彼ら自身の薬物使用に触発されたことを認めた。「霧の8マイル」がビルボードのトップ10に到達できなかったのは、通常、放送禁止に起因すると考えられているが、一部のコメンテーターは、この曲の複雑さと非商業的な性質がより大きな要因であると示唆している。
「霧の8マイル」は、Billboard Hot 100チャートで14位、 全英シングルチャートで24位に達した。この曲は、1966年7月18日にリリースされたバンドの3枚目のアルバム『霧の5次元』にも収録された。「霧の8マイル」は、バーズにとって3番目で最後のUSトップ20ヒットとなり、当時バンドの主なソングライターであったクラークが去る前の最後のリリースとなった。

## 歴史

### 構成
この曲の歌詞の大部分は、冒頭の対訳に示唆されているように、1965年8月のロンドンへのフライトとそれに伴うイギリス・ツアーについてである。民間航空機は高度6～7マイルで飛行するが、「8マイルの高さ」は 6マイルよりも詩的で、ビートルズの曲「エイト・デイズ・ア・ウィーク」のタイトルをほのめかしていると感じられた。
クラークによると、歌詞は主に彼の創作であり、マイナーな貢献としてクロスビーが「レイン・グレイ・タウン、その音で知られる」と言ったのは、当時アメリカの音楽チャートを席巻していたブリティッシュ・インベイジョンの本拠地であるロンドンにちなんだものだ。この曲の中で、バーズのイギリス滞在に明確に言及している他の歌詞には、「暖かさはどこにも見つからない/自分たちの立場を失うことを恐れている人々の間で」という対句が含まれる。これは、イギリスの音楽マスコミが敵対的な反応を示したことや、イギリスのグループ「ザ・バーズ（The birds）」が、バンド名が似ていることを理由に著作権侵害の文書を出してきたことを指している。また、「嵐の中で群がる広場/いくつかの笑い、いくつかの形のないフォーム」では、ホテルの外でバンドを待つファンについて、「歩道のシーンと黒いリムジン」では、運転手付きの車から降りたバンドに詰め寄った興奮した群衆について述べている。
この曲の基本的なアイデアは、バンドがイギリスに向かう飛行機の中で話し合われていたが、バーズの1965年11月のアメリカ・ツアーまで具体化されることはなかった。ツアー中にショーからショーへ移動する退屈を軽減するため、クロスビーは、ラヴィ・シャンカルの音楽とジョン・コルトレーンのアルバム『インプレッション』と『アフリカ/ブラス』のカセット録音を持ってきており、ツアーバスで絶えずローテーションしていた。この録音がバンドに与えた影響は、「霧の8マイル」とそのB面「何故」の音楽に現れ、サイケデリック・ロック、ラーガ・ロック、サイケデリック・ポップという音楽スタイルの発展に影響を与えることになった。
クラークがこの曲の歌詞を書き始めたのは1965年11月24日で、バーズがローリング・ストーンズのコンサートでサポートする前に、ギタリストのブライアン・ジョーンズと話し合って、後の展開のためにラフなアイデアを書き留めたのである。その後何日もかけて、クラークはこの断片を完全な詩へと発展させ、最終的には言葉を音楽にしてメロディーをつけたのである。その後、クラークはこの曲をマッギンとクロスビーに見せた。マッギンは、この曲をコルトレーンの影響を取り入れたものにアレンジすることを提案した。しかし、クラークの死後、飛行機に乗ることを歌にすることを最初に思いついたのは自分であり、クラークの未完成の草稿に自分とクロスビーが歌詞を提供したとマッギンは主張している。著書『Mr. Tambourine Man: The Life and Legacy of the Byrds' Gene Clark』の中で、著者のジョン・アイナーソンはこの主張に異議を唱え、クラークがまだ生きていたとしてもマッギンの話は同じであったかどうかを熟考している。

### レコーディング
「霧の8マイル」のマスター・レコーディングは、1966年1月24日と25日に、ハリウッドのコロンビア・スタジオで行われた。レコード・プロデューサーのアレン・スタントンの指導のもと、レコーディングが行われた。コルトレーンのサックス演奏、特にアルバム『インプレッションズ』に収録されている「インディア」の影響は、「霧の8マイル」でもはっきりと聴くことができ、特にマッギンの12弦ギターソロの繰り返しに顕著だとジョン・アイナソンはコメントしている。この印象的なギターのモチーフに加え、クリス・ヒルマンによるドライブ感のある催眠的なベースライン、クロスビーのがっしりとしたリズムギター演奏、バンドの幽玄なハーモニーがこの曲を際立たせている。
この曲はまた、シタール奏者ラヴィ・シャンカルの影響が特に、ドローン・クオリティで、ヴォーカルのメロディとマッギンのギター演奏に現れている。しかし、バーズはこのシングルのプロモーションのために開かれた当時の記者会見で、この楽器（シタール）を振り回して登場したが、実際にはシタールの音色は使われていない。『霧の5次元』のアルバムの拡張CDリイシューに加えられた1966年のプロモーション・インタビューで、クロスビーはこの曲のエンディングについて、「飛行機が着陸するような気分になった」と述べている。
1965年12月22日、ロサンゼルスのRCAスタジオでアル・シュミットと「霧の8マイル」の初期バージョンが録音されたが、コロンビアレコードは、この録音がコロンビア傘下のスタジオで制作されたものではないとして発売を拒否している。マッギンは、このオリジナル・バージョンは、よく知られたコロンビア盤よりものびのびとしたサウンドであると信じていると語っている。その意見にクロスビーも賛同し、「唖然とするほど、より良く、より強くなった。もっと流れがあった。私たちが望んでいた通りだった」と述べた。この「霧の8マイル」のオリジナル・バージョンは、最終的に1987年のアーカイブ・アルバム『Never Before』に収録され、1996年のコロンビア／レガシーの『霧の5次元』CDリイシュー盤にもボーナス・トラックとして収録された。

## リリースと影響

### 米国のラジオ放送禁止
「霧の8マイル」は、1966年3月14日に米国および1966年5月29日に英国でリリースされ、Billboard Hot 100で14位、全英シングルチャートで24位に達した。この曲は、1966年7月18日にリリースされた3枚目のアルバム『霧の5次元』にも収録された。
リリース後、アメリカのラジオ局に毎週配布されていたニュースレター「ビル・ギャビンズ・レコード・レポート」で、レクリエーション・ドラッグの使用を推奨しているという疑惑に直面した。その結果、レポートが公開されてから1週間以内に、この曲が多くの州で禁止され、ビルボードのトップ10に入ることができなかった要因となった 。バーズとその広報担当のデレク・テイラーは、この曲がドラッグに関連したものであることを強く否定して対抗した。テイラーは、この曲はバンドのイギリス旅行について歌ったものであり、薬物使用について歌ったものではないと明確に述べ、憤慨したプレスリリースを発表した。しかし、1980年代初めには、クロスビーもクラークも、この曲が当初宣言していたような完全な無実ではないことを認める用意があった。クロスビーは「もちろん、ドラッグ・ソングだ。俺たちが書いたときはラリってたからな」と述べた。クラークはそれほど率直ではなく、インタビューで「いろいろなことがあったんだ。イギリスへの飛行機の旅のことだったり、ドラッグのことだったり、いろいろだ。あのような詩は、飛行機のことだけでなく、ドラッグのことだけでなく、いろいろなことが書かれている。あの時代、あらゆるドラッグを試すことが流行っていたのだから」と答えている。
リサーチアナリストのマーク・ティハンがPopular Musicology Onlineに寄稿し、評論家、音楽史家、そしてバーズ自身の間で広く認められている、米国でのラジオ放送禁止が、この曲のセールスに影響を与えたという見解に異議を唱えた。Gavin Reportはラジオ局にこのシングルの放送を取りやめるよう勧告したが、多くのラジオ局はこの勧告に従わなかったと指摘している。さらに、ラジオ放送の禁止がギャビン・レポートによって提案されたのは1966年4月29日で、シングルが発売されてから約7週間後であり、チャートでその名を知らしめるには十分な時間であったと指摘している。ティハンは、「霧の8マイル」が1966年4月末以前にすでに全米チャートで減速していたことを示す証拠を突き止めた。ティハンは、「霧の8マイル」の全米チャート入りに関連する地元の音楽調査とビルボード地域小売売上チャートを調べた結果、この曲の進歩的で複雑、かつ商業的でない性質が、ビルボードトップ10に届かなかったより大きな要因であることを発見した。1960年代半ば、民放のラジオ局は2分半を超える曲はかけたがらず、コロムビア・レコードの非効率的なプロモーションにも悩まされた。ティハンの調査によると、「霧の8マイル」は23の地域マーケットのうち、どのマーケットでもトップ5に入ることができず、さらにこのサンプルに含まれる30局のラジオ局のうち、トップ10に入ったのはわずか7局（23％）だった。

### 影響力・受容性
インドやフリーフォーム・ジャズの影響を受けたこの曲は、印象的な歌詞とともに、サイケデリック・ロックという新しいジャンルにすぐさま影響を及ぼした。そのため、Eric V. D. Luft、Domenic Priore、Dwight Roundsら一部の作家や音楽史家は、「霧の8マイル」を最初の正真正銘のサイケデリック・ロックの曲であると評している。著書『Riot On Sunset Strip: Rock 'n' Roll's Last Stand in Hollywood』の中で、Prioreはこの曲をサイケデリック・ブームの火付け役として挙げて、「『霧の8マイル』以前には、絶え間ない催眠的なベースラインと、ドローンとトランス状態の即興的なギターを並べたポップレコードはなかった」と説明している。
この曲は、ジャーナリストのサリー・ケンプトンが『ヴィレッジ・ヴォイス』誌のシングルレビューで、東洋と西洋の音楽を実験的に融合させたレコードを表現する言葉として使い、ラーガ・ロックという音楽サブジャンルの命名につながった。しかし、ラーガ・ロックという言葉を初めて活字にしたのはケンプトンだが、実は彼女は、バーズのプレスオフィスが「霧の8マイル」のシングルリリースに際して提供したプロモーション資料から、この言葉を借用したのだった。1968年、ラジオのドキュメンタリー番組『ポップ・クロニクル』のインタビューで、マッギンはこの曲がラーガ・ロックの一例であることを否定し、クロスビーは1998年にこの言葉を完全に否定し、「彼らは我々にレッテルを貼ろうとし続け、我々が振り向くたびに、彼らは新しい言葉を考え出した...それはでたらめだ」と語っている。しかし、この曲の実験的な性質は、ヤードバーズ、ビートルズ、ドノヴァン、ローリング・ストーンズと並んで、急成長するサイケデリック・ムーブメントの最前線にバーズをしっかりと位置づけ、同時期に同様の音楽領域を模索していたのである。
ビルボード誌は、この曲を「ソフトな歌詞のバラード・ボーカルとオフビートの楽器をバックにしたビッグビートのリズム・ロック」と評し、シングルに対する現代の評価はほとんど肯定的だった。キャッシュ・ボックスはこのシングルを「リズミカルでシャフリンなブルース漬けで、実に独創的なリフがある」と評している。レコード・ワールド誌も「催眠術にかかったような歌詞で、不気味な曲だ」と絶賛している。「高みに登るだろう」ともコメントしている。イギリスでは、ミュージック・エコーがこの曲を「ワイルドでオリエンタルだが、まだビート感がある」と評している。また同誌は、「霧の8マイル」のリリースにより、バーズは創造性の面でビートルズに先んじたと示唆し、「今シングルを出すことで、彼らはビートルズに先んじた。ポール（マッカートニー）が最近、リバプールの4人組が新しいアルバムとシングルで似たようなサウンドに取り組んでいることを認めている」と述べている。近年、Allmusicのウェブサイトに寄稿しているリッチー・ウンターバーガーは、「霧の8マイル」を「60年代最大のシングルの一つ」と評している。批評家はしばしば、「霧の8マイル」を最初の正真正銘のサイケデリック・ロックの曲であり、カウンターカルチャー時代の古典であるとしている。
1999年、この曲は「25年以上前の質的・歴史的に重要な録音」に与えられるグラミーの殿堂入りを果たした。2004年、ローリングストーン誌が発表した「史上最も偉大な500曲」の151位にランクインし、2005年3月、Q誌が選ぶ「最も偉大なギター曲100選」の50位に選ばれた
。

## 発売後
「霧の8マイル」がシングルとしてリリースされた同月、バーズの主要ソングライターであったジーン・クラークがバンドを脱退した。飛行機が怖いというのが正式な理由だが、それ以外にも、不安やパラノイアの傾向があったこと、グループ内で孤立感を強めていたことなども影響している。この曲のリリースとクラークの脱退の後、バーズは二度とビルボードのトップ20にシングルを入れることはできなかった。
バーズは1960年代から1970年代にかけて、Popside、Drop In、Midweek、Beat-Clubなど、数多くのテレビ番組で「霧の8マイル」を演奏している。この曲は、1973年の最後の解散まで、バンドのライブコンサートの定番レパートリーとなった。1970年、バーズのアルバム『（タイトルのないアルバム）』に、「霧の8マイル」の16分に及ぶライブ・バージョンが収録された。更に、2008年のアルバム『Live at Royal Albert Hall 1971』の一部として、別のライブ・バージョンがリリースされた。1989年1月、ロジャー・マッギン、デヴィッド・クロスビー、クリス・ヒルマンによるバーズの再結成メンバーによって演奏された。
この曲は、バーズ後のソロ活動でもクラークのお気に入りであり、1991年に亡くなるまで、コンサート出演の際にしばしば演奏された。また、マッギンはコンサートでこの曲をアコースティックギターで複雑に演奏し続けている。クロスビーはバーズ以降のキャリアで「Eight Miles High」を頻繁に再演しているが、2000年のクロスビー、スティルス、ナッシュ＆ヤングの再結成ツアーでは、マッギンのギターソロをニール・ヤングが担当し、他の3人が3部のハーモニーで歌っている。バーズのベーシスト、クリス・ヒルマンも2005年のアルバム『The Other Side』の中で「Eight Miles High」のアコースティック・バージョンを録音している。
「霧の8マイル」は『霧の5次元』のアルバムに収録されているほか、『The Byrds' Greatest Hits』『History of The Byrds』『The Original Singles: 1965-1967, Volume 1』『The Byrds』『The Very Best of The Byrds』『The Essential Byrds』『There Is a Season』などのコンピレーションにも収録されている。

## カバー・バージョンと引用
「霧の8マイル」は、以下のような様々なバンドやアーティストにカバーされている。
ザ・ベンチャーズ、レザーコーテッド・マインズ、イースト・オブ・エデン、ライトハウス、レオ・コッケ、ロキシー・ミュージック、ライド、スチュワート&ガスキン、ロビン・ヒッチコック、ロックフォー、レス・フラッドキン、ケネディーズ、ポストマーク、スティーヴ・ハンター、3などがカバーしている。
ハスカー・ドゥは、1984年のアルバム『ゼン・アーケード』のリリースに先立ち、この曲をシングルとして発表している。この曲は1969年にゴールデン・イヤリングがカバーし、アルバム『Eight Miles High』に19分のバージョンが収録されている。エマーソン、レイク＆パーマーのキース・エマーソンとカール・パーマーが結成した「3」は、アルバム『トゥ・ザ・パワー・オブ・スリー』（1988年）で本曲を取り上げて、歌詞に手を加えた。クラウデッド・ハウスwithロジャー・マッギンが『I Feel Possessed EP』でこの曲をカバー。
ドン・マクリーンの「アメリカン・パイ」では、"The Birds 〔ママ〕 flew off with a fall-out shelter / Eight miles high and falling fast "というセリフで「霧の8マイル」を参照している。ファースト・エディションの1968年のヒット曲 「Just Dropped In (To See What Condition My Condition Was In)」には、"I tripped on a cloud and fell a-eight miles high" というセリフで、この曲への言及がある。インディペンデント・ロック・バンドのOkkervil Riverは、2007年のアルバム『The Stage Names』に収録された曲「Plus Ones」で「Eight Miles High」を引用している。ブルース・スプリングスティーンが2009年に発表したアルバム『ワーキング・オン・ア・ドリーム』に収録されている「Life Itself」は、バーズの「Eight Miles High」を思わせるギター演奏とプロダクション手法が特徴である。
バーズの「霧の8マイル」は、1983年の映画「Purple Haze」で紹介されている。テレビミニシリーズ「From the Earth to the Moon」の「Le Voyage dans la Lune」と「The Original Wives Club」の両エピソードに登場する。
この他、中島らもが1995年に刊行した「アマニタ・パンセリナ」では、本人が忌野清志郎とテレビ番組で共演した際に、石田長生からテレビ番組で共演の機会を電話で貰い「同曲を一緒にセッション出来るのなら、番組に出演する」と書いたくだりがある。